# ويتني كروس
ويتني كروس (بالإنجليزية: Whitney Cross)‏ هو مؤرخ أمريكي، ولد في 1913، وتوفي في 1955.